# St. Theodul (Sitten)

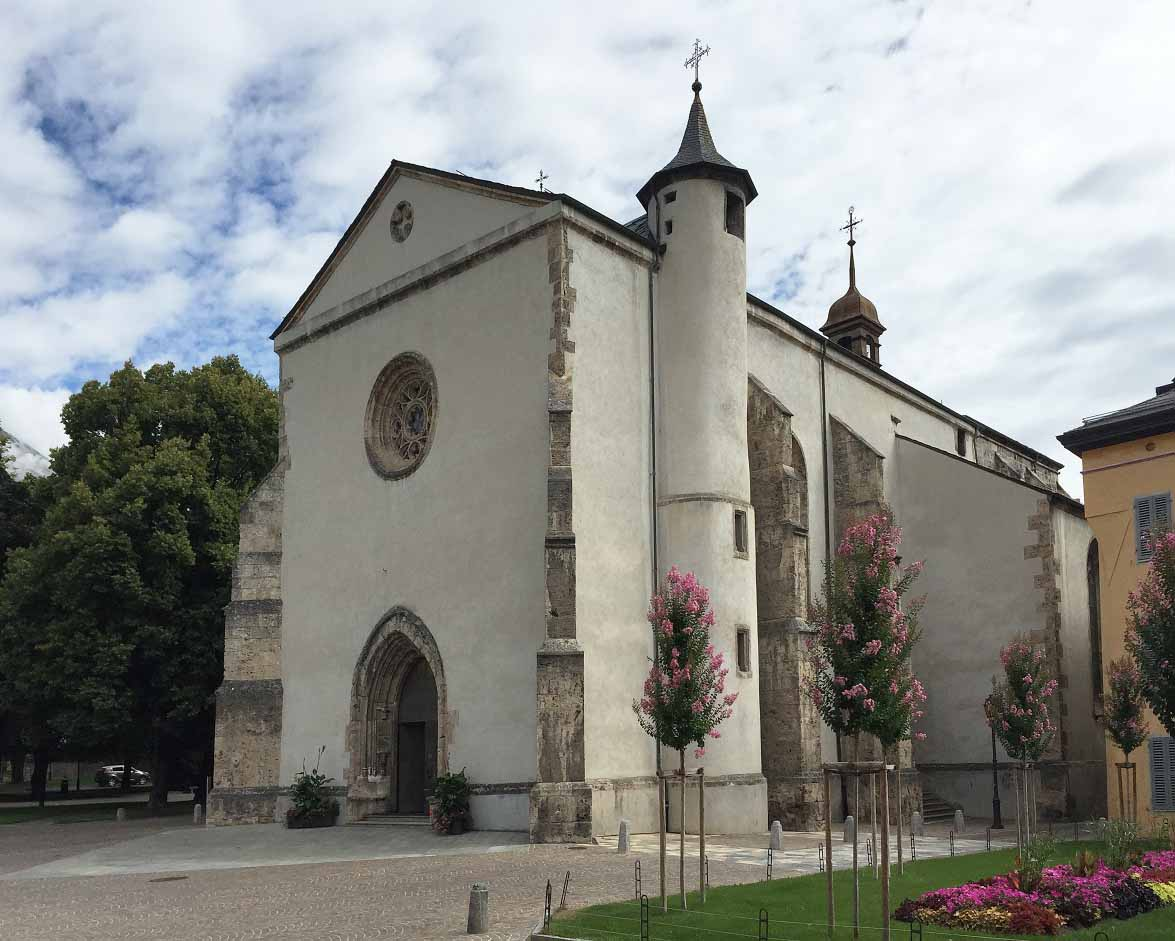
Kirche St. Theodul

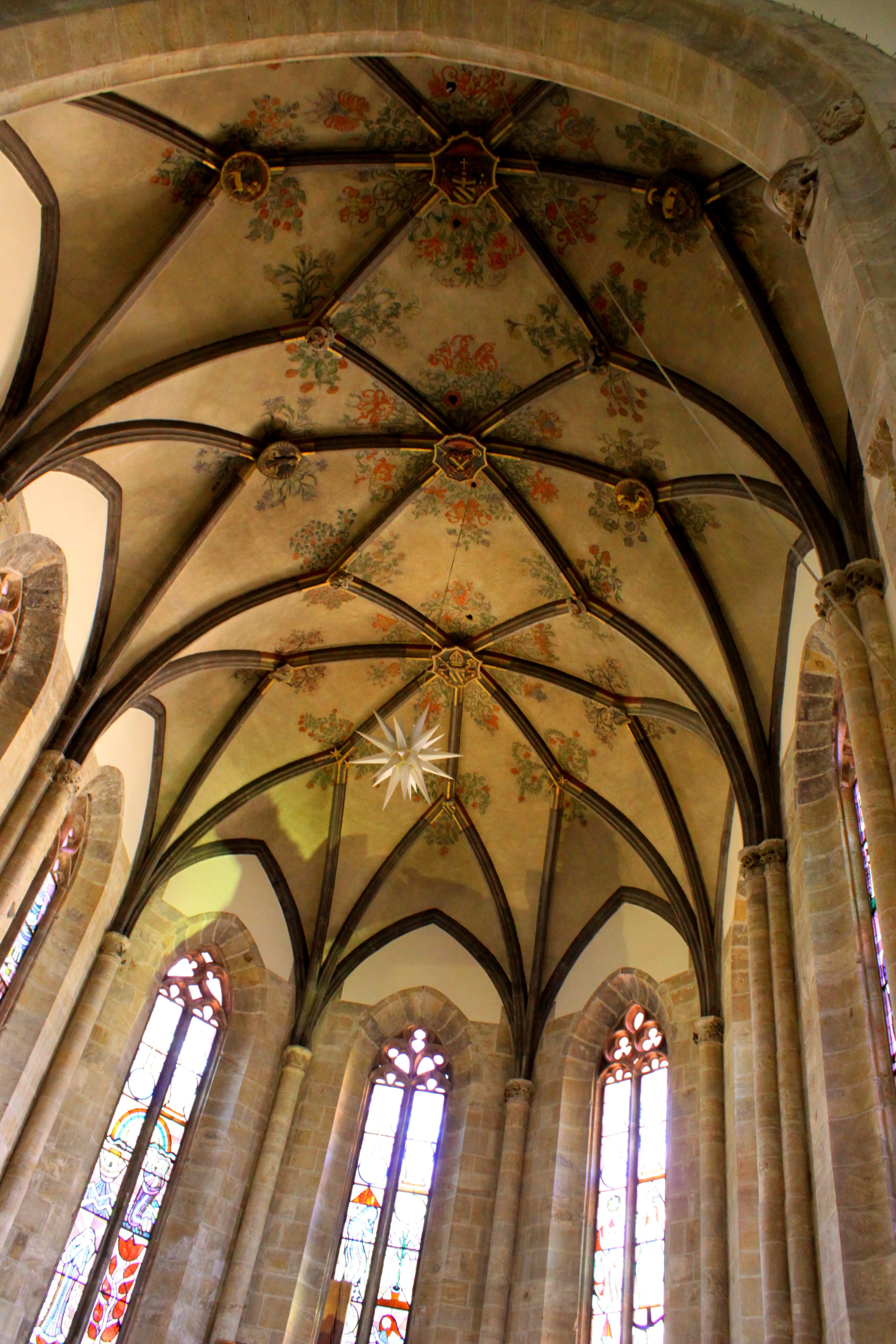
Chorgewölbe

Die Kirche St. Theodul (französisch Église Saint-Théodule) ist eine römisch-katholische Kirche in Sitten im Kanton Wallis, Schweiz.

## Standort
Die Kirche befindet sich im historischen Zentrum von Sion, südlich der Kathedrale Unserer Lieben Frau von Sitten.

## Geschichte
Die erste Kirche an diesem Ort wurde im Hochmittelalter auf den Ruinen eines römischen Bades errichtet. Das heutige Gebäude wurde in den Jahren 1514 bis 1516 an der Stelle eines Vorgängerbaus errichtet. Das Gewölbe des Chores (vor 1502; fertiggestellt 1514), das für den Stil der Flamboyant-Gotik steht, wurde von einem Baumeister aus dem Valsesia angefertigt, der – vielleicht fälschlicherweise – mit Ulrich Ruffiner identifiziert wurde. Das Kirchenschiff wurde 1644 von Adrien III. von Reidmatten eingewölbt. Die Kirche wurde von 1960 bis 1964 renoviert.
Die Kirche wurde in die Liste der Kulturgüter von nationaler Bedeutung aufgenommen.

## Beschreibung
Die Kirche hat ein einziges Schiff und einen polygonalen Chor. Die Strebepfeiler, die das Kirchenschiff stützen, haben Nischen und Baldachine für Statuen, obwohl die meisten entfernt wurden. Ein kleiner Treppenturm ist in die südliche Wand am westlichen Ende der Kirche eingebaut.